# 邁因蒂拉努
邁因蒂拉努是馬達加斯加的城市，也是梅拉基區的首府，位於距離首都塔那那利佛約325公里的西部海岸，海拔高度12米，55%和34%人口分別是漁民和農民，主要農產品有香蕉、玉米、番薯和稻米，2001年人口約16,000。
18°4′S 44°1′E / 18.067°S 44.017°E